# Tomás Cano Ruiz
Tomás Cano Ruiz (La Unión, regió de Múrcia, 1900 - Múrcia, agost de 1986) fou un escriptor anarquista i sindicalista espanyol.
D'una família molt humil, els seus orígens familiars provenen de Jorquera (Albacete) per part del seu pare i de La Unión per part de la seva mare. Ateu convençut, va viure amb la seva parella Amparo García Rodríguez, amb la qual van tenir tres filles: Sulamita, Artemis i María Luz.
el 1915 va col·laborar al diari anarquista El Rebelde i el 1916 fou expulsat de Melilla, on hi havia anat de vacances, per mantenir contacte amb anarquistes. Aleshores s'afilià a la CNT i el 1918 participà en la Campanya Nacional de Propaganda Anarquista a Múrcia. El 1919 es traslladà a Barcelona, on va viure fins al 1920 treballant de forner i s'afilià a la Federació Nacional de Grups Anarquistes (FNGA). Participà en els mítings de Salvador Seguí i Rubinat i formà part del Comitè Nacional Clandestí de la CNT amb Simó Piera i Pagès, Andreu Nin, Josep Molins Montserrat i Genaro Minguet. El 1920 participà en actes antirepressius de la UGT a Granada (Andalusia) i poc després fou detingut a Gràcia.
El 1922 participà en la Conferència de Saragossa de la Confederació Regional del Treball de Catalunya com a part del seu Comitè Nacional. El 1927 participà en la fundació de la Federació Anarquista Ibèrica i el 1928 fou acusat de pistolerisme i atracament, raó per la qual fou condemnat a 10 anys de presó. Aconseguí sortir de la presó i s'exilià a França i Alger, d'on no tornaria fins al 1930. Un cop proclamada la Segona República Espanyola va participar en les conferències de Barcelona de la CRTC (maig-juny), en el Ple de Sindicats (agost) i en el Ple Regional de la CRTC (11-13 d'octubre de 1931). Alhora, dirigí la revista Tierra y Libertad i fou redactor de Solidaridad Obrera. Fou detingut en la revolta de l'Alt Llobregat de gener de 1932 en aplicació de la Llei de Defensa de la República juntament amb Buenaventura Durruti i Francisco Ascaso, amb qui fou confinat al vaixell Buenos Aires, on hi organitzaren una vaga de fam. Després d'estar un temps confinats a Bata (Guinea Equatorial) i a Fuerteventura, el setembre de 1932 pogué tornar a la Península. Aleshores organitzà diversos mítings de la FAI arreu de Catalunya i el País Valencià, fundant les Joventuts Llibertàries d'Alacant (1932) i participant en l'Agrupació Pro-Escoles Racionalistes d'Alacant (1934). El 9 de maig de 1933 resultà greument ferit en un xoc amb la policia durant la vaga del port d'Alacant
El 1934 va ser nomenat secretari del Comitè Peninsular de la FAI i el 1935 fou detingut diverses vegades. Arran del cop d'estat del 18 de juliol de 1936 fou representant de la FAI en el Consell d'Administració Municipal d'Alacant. Va fer la guerra civil espanyola a la regió de Múrcia i criticà duríssimament la fugida del govern republicà Madrid cap a València. Entre 1937 i 1939 va organitzar diversos mítings i actes, ocupant també càrrecs administratius menors, i el gener de 1939 formà part del Consell d'Administració Municipal de València. En acabar la guerra va creuar els Pirineus i marxà a París, on treballà com a professor d'espanyol a Nanterre. També ocupà diversos càrrecs de la CNT i dirigí algunes publicacions. També defensà l'actuació d'Indalecio Prieto i fins i tot durant un temps s'afilià al PSOE. Tot i això va fer conferències a París el 1962 i el 1971, i el 1974 fou nomenat secretari de la Regional de Llevant de la CNT de l'Exili.
Després de la mort del dictador Francisco Franco va fer classes en escoles d'estiu a Múrcia. El 1983 s'establí a València i posteriorment a Múrcia. Va ser soterrat al cementeri de Totana.

## Obres
- La FAI y los momentos actuales (1937)
- El Cantón de Cartagena (Caracas, 1973)
- Binomio CNT-FAI. 19 de julio de 1936 (Calgary, 1975)
- Homenaje a Ferrer Guardia, fundador de La Escuela Moderna (1976)
- Cuestiones ibéricas (c. 1977)
- La Commune de París (1871) (1977)
- Zarabanda insular (1977)
- Doña Anastasia (1979)
- Memorial de Chicago (1979)
- Miguel Bakunin. Antologia (Mèxic, 1980)
- Homéricas regionales (1981)
- Escuela de verano (1982)